# Dmitrij Lobkov
Dmitrij Vladimirovič Lobkov (rusky Дмитрий Владимирович Лобков; * 2. února 1981 Murom, Ruská SFSR) je bývalý ruský rychlobruslař.
Do závodů Světového poháru poprvé nastoupil v roce 2000. Na Zimních olympijských hrách 2002 se na trati 500 m umístil na jedenáctém místě, na dvojnásobné distanci byl osmnáctý. Z Mistrovství světa 2004 si přivezl stříbrnou medaili ze závodu na 500 m. Zúčastnil se ZOH 2006 (500 m – 14. místo). V roce 2007 dosáhl čtvrté příčky, svého nejlepšího umístění na sprinterském světovém šampionátu. Startoval také na ZOH 2010 (500 m – 14. místo, 1000 m – 21. místo) a 2014 (500 m – 23. místo, 1000 m – 27. místo). V sezóně 2014/2015 se účastnil již pouze ruských závodů, poslední z nich absolvoval začátkem roku 2015.